# Asterina tylophorae-indicae
Asterina tylophorae-indicae är en svampart som beskrevs av Hosag., H. Biju & Manojk. 2006. Asterina tylophorae-indicae ingår i släktet Asterina och familjen Asterinaceae.   Inga underarter finns listade i Catalogue of Life.